# برنامه‌ریزی بازنشستگی
برنامه‌ریزی بازنشستگی، طراحی و پیاده‌سازی مجموعه‌ای از پیش‌بینی‌ها، عملیات مالی است که نیازهای مالی هر فرد و خانواده را در زمان بازنشستگی برآورد می‌کند و امکان برآورد شدن این نیازها، اقدامات مورد نیاز برای حصول آن‌ها را مورد بررسی جهت رفع آن‌ها و استقلال مالی در آینده کمک می‌کند. استفاده کامل از کلیه امکانات مالی به حصول کامل این اهداف کمک خواهد کرد.
به‌طور خلاصه یک برنامه‌ریزی بازنشستگی به موارد زیر توجه می‌کند:

## اهداف فرد برای دوران بازنشستگی
هر فرد اهداف خود را برای زمان بازنشستگی باید مشخص کند. اهدافی نظیر:
- زمان مورد نظر برای آغاز دوران بازنشستگی
- میزان هزینه‌های فرد یا خانواده در زمان بازنشستگی
- نحوه صرف اوقات و فعالیت‌های فرد یا خانواده در زمان بازنشستگی

آنچه که بیش همه موارد اهمیت دارد زمان آغاز دوران بازنشستگی است. در بسیاری از موارد فرد زمان بازنشستگی خود را انتخاب می‌کند یا از آن اطلاع دارد، به‌طور مثال کارکنان سازمان‌های خاص پس از طی دوران خاصی از خدمت یا در سن خاصی بازنشسته خواهند شد.
هزینه‌های دوران بازنشستگی از جمله مواردی است که ذهن بسیاری را به خود جلب می‌کند و افرادی سعی می‌کنند تا با افزایش محلهای درآمد خود، نحوه زندگی خود را به همان شکل سابق ادامه دهند و گروهی سعی می‌کنند تا تغییر شکل زندگی خود و کاهش هزینه‌ها، خود را با درآمدهای بازنشستگی خود تطبیق دهند.
بسیاری از افراد برای خود برنامه‌ریزی کرده‌اند که در زمان بازنشستگی به‌عنوان یک توریست به دور دنیا سفر کنند یا بخشی تصمیم می‌گیرند که به شهر یا کشور محل تولد خود بازگردند یا از شهرهای بزرگ به مناطق غیر شهری که آرام‌تر است تغییر مکان دهند و مثال‌هایی مانند آن.

## تخمین میزان نقدینگی مورد نیاز در زمان بازنشستگی
تجربیات قبلی بدست آمده، نشان می‌دهد که در دوران بازنشستگی حداقل به ۷۰٪ تا ۸۰٪ درآمد زمان قبل از بازنشستگی خود نیاز دارید تا قادر به حفظ روند عادی زندگی خود باشید. البته به تناسب اهدافی که برای دوران بازنشستگی خود دارید ممکن است به میزان درآمد کمتر یا بیشتری نیاز داشته باشید.
ممکن است در دوران بازنشستگی دارای هزینه‌های کمتری باشید. به‌طور مثال: به جای دو اتومبیل از یک اتومبیل استفاده کنید تا هزینه‌های رفت‌وآمد شما کاهش یابد، و از همه مهم‌تر اینکه در دوران بازنشستگی دیگر نیازی به پس‌انداز کردن برای دوران بازنشستگی ندارید!
از سوی دیگر دوران بازنشستگی ممکن است پرهزینه نیز باشد اگر درصورتی‌که قصد سفرهای پرهزینه و پرکردن زمان‌های فراغت خود را با تفریحات گران داشته باشید.
آنچه که نباید فراموش کرد تأثیر تورم در این اعداد است، ده هزار دلار امروز با ده هزار دلار در ده سال دیگر که بازنشسته خواهید شد، دارای ارزش نقدینگی برابر و قدرت خرید یکسان نخواهد بود. در نظر گرفتن این تورم به کارایی برنامه شما کمک خواهد کرد و درصورت فراموشی آن برنامه بازنشستگی بازده خوبی نخواهد داشت. برای این منظور و مقابله با تورم باید تا حد امکان پس‌انداز خود را افزایش دهید و مبالغ فوق را در سرمایه‌گذاری‌های مشارکت دهید که بازگشتی مناسب در طولانی مدت خواهند داشت، تا تأثیر تورم را خنثی کرده یا به میزان قابل توجهی کاهش دهند.
مهم‌تر از تمام موارد فوق، گروهی از اتفاقات خاص و غیرمنتظره است که می‌تواند بر هزینه‌های شما در این دوران بیفزاید.

## اتفاقات خاص و تأثیر آن‌ها در نیازهای زمان بازنشستگی
متخصصان برنامه‌ریزی بازنشستگی و برنامه‌ریزی مالی توجه شما را به این نکته جلب می‌کنند که «هزینه‌های نگداریهای خاص و هزینه‌های مراقبت‌های خاص پزشکی در دوران سالمندی به معنی نیاز به نقدینگی بیشتر در دوران بازنشستگی است.»
موارد زیراتفاقاتی هستند که می‌توانند تأثیر بزرگی در برنامه‌ریزی بازنشستگی شما بگذارد.
- ازکار افتادگی
- مراقبتهای خاص دوران سالخوردگی
- بیماری‌های خاص و مراقبتهای ویژه پزشکی
- فوت یکی از اعضای اصلی خانواده و تأثیر آن در درآمد و منابع مالی خانواده

هر یک از اتفاقات فوق اگر پیش از زمان بازنشستگی اتفاق افتند، می‌توانند اثر بزرگی در روند تکمیل و حصول به اهداف مورد نظر داشته باشد و اگر در زمان بازنشستگی اتفاق افتند، نقدینگی مورد نیاز زمان بازنشستگی را بسرعت مصرف کرده و فرد را در محدودیت مالی بزرگی در آینده دور یا نزدیک قرار می‌دهد.
برای تأمین هزینه‌های فوق باید تدابیر خاصی اتخاذ گردد تا در زمان وقوع این موارد، هزینه‌های آن بر روند برنامه بازنشستگی حداقل تأثیر منفی را بگذارد. انتخاب یک بیمه مناسب که برای موارد فوق طراحی شده است، به تأمین این هزینه‌ها کمک خواهد کرد.
منابع تأمین این نقدینگی‌ها
روشهای مختلفی برای تأمین هزینه‌های فوق وجود دارد که می‌توان به موارد زیر اشاره کرد:
- مزایای بازنشستگی دولتی OAS (Old Age Security)
- (Canada Pension Plan) CPP
- سرمایه‌گذاری‌های Registered (مانند RRSP)
- برنامه خاص گروهی از کارفرمایان برای کارمندان
- سرمایه‌گذاری‌های Non-registered
- Insurance plans
- از محل حساب پس‌انداز
- یا از محل هر دارایی دیگری از دارایی‌ها

مزایای دولتی بازنشستگی OAS به اکثر کانادایی‌ها که دارای حداقل شرایط لازم باشند و به سن ۶۵ سالگی رسیده باشند تعلق می‌گیرد و CPP از سن ۶۰ سالگی و به افرادی تعلق می‌گیرد که در زمان اشتغال خود مبلغی را از درآمد خود و تحت عنوان CPP پرداخت کرده‌اند. (با تغییراتی در بسیاری کشورها وجود دارد)
با توجه به محدودیت میزان OAS و کافی نبودن CPP برای هزینه‌های دوران بازنشستگی باید به منابعی دیگری برای این هزینه‌ها توجه کرد. برای همین منظور دولت کانادا با در نظر گرفتن مزایای مالیاتی برای کسانی برای دوران بازنشستگی خود پس‌انداز می‌کنند، سعی در تشویق افراد برای تأمین هزینه‌های بازنشستگی دارد که پس‌انداز دوران بازنشستگی RRSP از این موارد است. (با تغییراتی در بسیاری کشورها وجود دارد)
گروهی از کارفرمایان با فراهم کردن برنامه‌هایی مانند دادن سهام مؤسسه به کارمندان و شریک کردن کارمندان در سود مؤسسه، به‌عنوان کمک هزینه‌هایی برای دوران پیش از بازنشستگی یا زمان بازنشستگی فراهم می‌کنند.
در مواردی و بدلایلی از جمله شامل نشدن یکی یا مواردی از موارد فوق یا محدودیت در پس‌انداز دوران بازنشستگی RRSP، می‌توان از سرمایه‌گذاری‌های Non-registered یا بیمه‌های متناسب (Insurance plans) برای رفع کمبودهای نقدینگی در زمان بازنشستگی یا نیازهای خاص دوران پزشکی آن دوران استفاده کرد.

## زمان آغاز برداشت از منابع بازنشستگی و چگونگی برداشت و صرف آن‌ها
برای برای برداشت از پس‌انداز بازنشستگی خود نیز برنامه‌ریزی کنید. باید توجه داشته باشید که نیاز دارید تا مدت نزدیک ۲۰ سال یا حتی بیشتر از مبالغ موجود در حسابهای بازنشستگی خود استفاده کنید. به همین جهت باید خود را از هرگونه کمبود مالی در دوران فوق محافظت کنید. داشتن یک برنامه مناسب برای برداشت از حسابهای مربوطه کمک خواهد کرد تا یک درآمد ثابت و مناسب برای تمام سال‌ها و دوران بازنشستگی خود داشته باشید و با کاهش منابع مالی مواجه نشوید.
یک برنامه مناسب برای برداشت از موجودی‌های بازنشستگی، اجازه می‌دهد تا درآمد مشمول مالیات شما کاهش یابد و قادر باشید از مزایایی مالیاتی برای دوران سالمندی و مزایایی مالیاتی مربوط به درآمد از محل Pension خود از حداکثر استفاده سود ببرید.
با نزدیک شدن به دوران بازنشستگی خود سعی کنید مدیریت سرمایه و دارایی‌های خود را درحد امکان ساده و یکپارچه کنید. برای این منظور با در هم ادغام کردن و متمرکز کردن مدیریت و برنامه‌های مرتبط با سرمایه‌گذاری مختلف، حسابهای پس‌انداز و بیمه‌های مربوطه دوران بازنشستگی، دوران فوق را آسوده تر و راحت‌تر بگذرانید.
همه به خوبی به این نکته واقف هستیم که داشتن یک استراتژی و برنامه مناسب برای پس‌انداز برای دوران بازنشستگی بسیار اهمیت دارد ولی آنچه که اکثر افراد فراموش می‌کنند، برنامه‌ریزی برای دورانی است که قصد برداشت از این مبالغ را دارند با به مصرف مخارج دوران بازنشستگی برسانند.
مشاوران مالی و سرمایه‌گذاری به نرم‌افزارهایی برنامه‌ریزی مالی دسترسی دارد که به شما در محاسبه هزینه‌های فعلی و هزینه‌های دوران بازنشستگی کمک می‌کند. این نرم‌افزار قادر است تا تأثیر تخمینی تورم و رشد سرمایه‌گذاری‌های شما را در آینده نشان دهد. از سوی دیگر مشاور شما قادر است تا میزان مخارج و هزینه‌های تخمینی شما را با درآمد دوران مشابه مقایسه کرده و مواردی را که نیاز به بازنگری دارد و روش‌های بازنگری را برای شما مشخص کند.